# Societat científica de Lituània

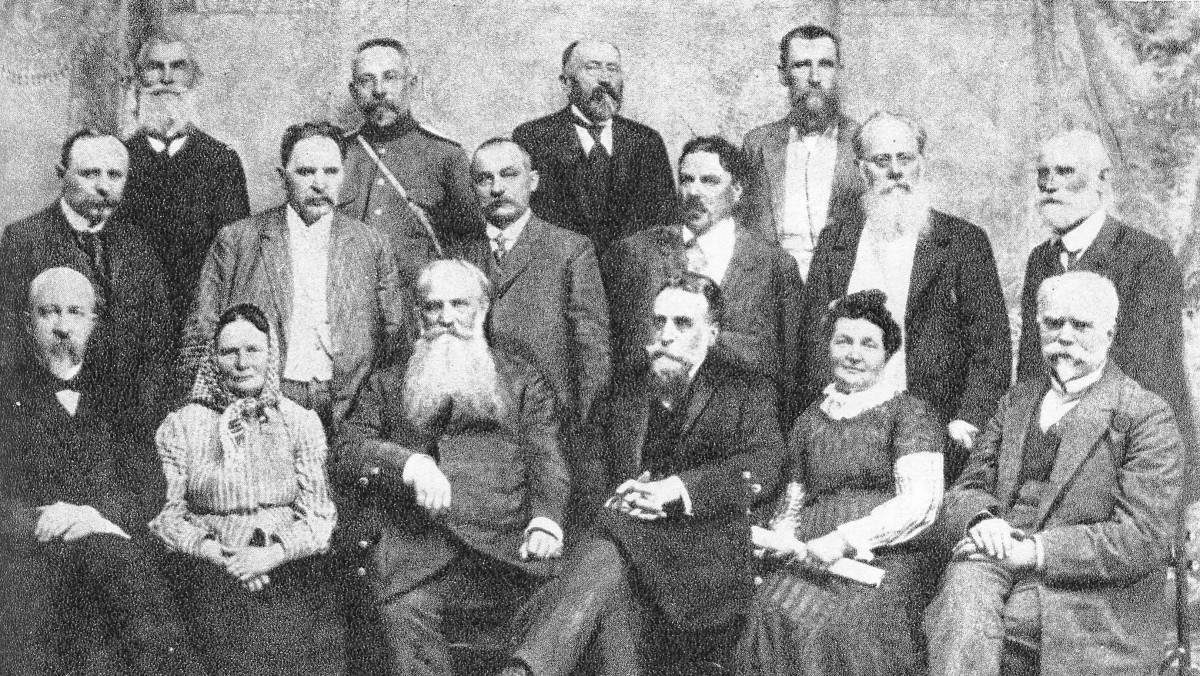
Membres de la Societat científica de Lituània en 1912. Primera fila: Jonas Jablonskis, Žemaitė, Petras Kriaučiūnas, Jonas Basanavičius, Liudvika Didžiulienė, Jonas Dielininkaitis; segona fila: Vincas Palukaitis, Antanas Vileišis, Baltramiejus Čepulis, Adomas Sketeris, Gabrielius Landsbergis, Jonas Ambrozaitis; tercera fila: Juozas Kairiūkštis, Jonas Spudulis, Mečislovas Silvestraitis, Mikalojus Kuprevičius.

La Societat científica de Lituània (en lituà Lietuvių mokslo draugija) fou una organització científica, cultural, i educativa que estigué activa entre 1907 i 1940 a Vílnius, Lituània. Va ser fundada el 1907 a iniciativa de Jonas Basanavičius.
L'assemblea fundacional va venir lloc el 7 d'abril del 1907. Aquesta assemblea elegí Jonas Basanavičius com a president, Stasys Matulaitis i Povilas Matulionis com a vice-presidents, Jonas Vileišis com a secretari, Antanas Vileišis com a tresorer i Antanas Smetona com a bibliotecari. Altres membres de l'organització foren Juozas Tumas-Vaižgantas, Juozas Bagdonas, i Petras Vileišis. Jonas Basanavičius en fou el president fins a la seva mort el 1927.
La Societat dirigí la recerca sobre la llengua lituana i els seus dialectes, junt amb un recerca històrica antropològica, arqueològica, i d'altre tipus. Gestionava una biblioteca, un arxiu, una sala de lectura, i un museu, i estava implicada en la publicació de llibres de text lituans. La Societat també publicava el diari erudit Lietuvi Tauta (La Nació Lituana). El 1911 el magistrat de la ciutat de Vílnius començà el procés per demolir el Castell Superior de la ciutat, i utilitzar el turó com a dipòsit de subministrament d'aigua. La Societat Científica lituana, sota la direcció de Jonas Basanavičius, inicià una protesta i aconseguí l'èxit en evitar la demolició planejada. Les restes del castell se salvaren. La Societat també treballà per preservar els castells de Lida i Trakai.
La Societat es trobava al Palau de Vileišis. El gener de 1938 la societat fou prohibida pel govern polonès, quan Vílnius formava part de Polònia. La Societat continuà les seves activitats el gener de 1939 sota el seu nou nom nou, la Societat Lituana d'Amics de la Ciència (Lietuvių mokslo mylėtoju draugija). Després que Lituània rebés la ciutat a finals del 1939, per part de la Unió Soviètica com a resultat del Pacte Mólotov-Ribbentrop, la propietat de la Societat fou transferida a l'Institut de Lituanística el 1940, i més tard a l'Acadèmia lituana de les ciències. La majoria de les exposicions foren posteriorment transferides al Museu Lituà d'Història i Etnografia; la col·lecció numismàtica se n'anà al Museu d'art lituà.

## Membres honorífics
- Adalbert Bezzenberger
- Baudouin de Courtenay
- Phillip Fortunatov
- Aleksei Xàkhmatov
- Tadeusz Wróblewski